# Burning Chicken
Burning Chicken（バーニング・チキン）は、スウェーデンのマルメ在住の音楽プロデューサー・チーム。
元々は日本のシンガー・ソング・ライターのBONNIE PINKのアルバムをプロデュースをするに当たって個人名ではなく、チームとしてクレジットする為に付けられたチーム名。彼等自身、スウェーデンのバンド『THE MOPEDS』のメンバーであり、BONNIE PINKの楽曲をプロデュースしていたトーレ・ヨハンソン（Tore Johansson）の元でプロデュース、アレンジ、ミキシングなどを学んだいわゆる門下生である。
二人のリンゴードは兄弟のセッション・ミュージシャンであり、ホーン・アレンジャーでもある。

## メンバー
- Petter Lindgård（ペッテル・リンゴード）
- Jens Lindgård（ヤンス・リンゴード）
- Petter Holmberg（ペッテル・ホルンベルグ）

## プロデュースしたアーティスト
- BONNIE PINK